# Дитина і смерть
«Дитина і Смерть» — картина, створена норвезьким художником-експресіоністом Едвардом Мунком у 1889 році.

## Історія Картини
Едвард Мунк рано зіткнувся зі смертю. Коли йому було шість років, померла його мати, а через декілька років померла сестра. Смерть батька в 1889 році занурила його в глибоку кризу. Мунк неодноразово торкався смерті та таких тем, як страх і горе. У літньому віці він писав про травматичні роки свого дитинства: «Мій дім був домом хвороб та смерті. Я ніколи не міг подолати лихо. Це також вплинуло на моє мистецтво». Картина «Дитина і Смерть» є одним із найяскравіших свідчень Мунка про тематичний комплекс вмирання, смерті та горя. На ній зображена маленька дівчинка, яка дивиться з картини та тримає затулені вуха. На задньому плані ми бачимо її померлу матір. Типовим для Мунка є те, що він має справу не з людиною, яка помирає, а з психологічним станом тих, хто залишився самим. Основна тема цієї картини — біль дівчинки. Але замість того, щоб висловити це слізьми, дитина виглядає наляканою.
У 2005 році картина була детальніше вивчена на запит музею Мунка в Осло. Те, що досі вважалося допоміжним полотном, виявилося наступною картиною художника. На ній зображена оголена дівчина, а також три загрозливі голови чоловіків, схожі на маски. Твір можна розглядати у зв'язку з трактуванням  Едвардом Мунком теми статевого дозрівання. Картина відома сьогодні як «Дівчина і три чоловічі голови», досі не зрозуміло, чому Мунк покинув цю роботу невдовзі після того, як її створив. Однак він не просто перефарбував її, а натягнув на неї нове полотно, створивши абсолютно нову картину.